# Rolando Jorge Pires da Fonseca
Rolando Jorge Pires da Fonseca (São Vicente, 31 de agosto de 1985) é um ex-futebolista português nascido em Cabo Verde que atuava como Zagueiro. É mais lembrado pelas passagens no Olympique de Marseille e no Porto, porém seu último clube foi o Braga.

## Carreira

### Porto
Rolando chegou ao Porto em 2008, depois de ter defendido o Belenenses por quatro anos. Logo na primeira temporada foi campeão do Campeonato Português, da Taça de Portugal e da Supertaça Cândido de Oliveira. Já na temporada seguinte, conquistou a novamente a Taça de Portugal e a Supertaça Cândido de Oliveira. Em 2010–11, a temporada mais vitoriosa, com quatro títulos: a Supertaça Cândido de Oliveira, o Campeonato Português, a Taça de Portugal e o seu primeiro título internacional, a Liga Europa. No ano seguinte, foi decisivo na Supertaça Cândido de Oliveira, tendo marcado os dois gols da vitória por 2 a 1 sobre o Vitória de Guimarães, que deu o terceiro título consecutivo ao clube. Ao longo da temporada jogou poucas partidas, e foi relacionado com o interesse de alguns clubes italianos como a Internazionale e o Napoli.

### Napoli
Em 31 de janeiro de 2013, Rolando foi contratado pelo Napoli por empréstimo até o fim da temporada com opção de compra.

### Marselha
Ele jogou em Marselha desde a temporada 2015-2016. Em 3 de maio de 2018, ele mandou o Marselha na final da Liga Europa com um gol na esquina, aos 116 minutos, de Payet contra o Salzburg na Red Bull Arena, na pontuação de 2 para 1 na prorrogação (Marselha venceu a primeira mão em casa por 2-0). Deixou o clube no final da temporada 2018-2019.

## Títulos
FC Porto
- Primeira Liga: 2008–09, 2010–11, 2011–12
- Taça de Portugal: 2008–09, 2009–10, 2010–11
- Supertaça Cândido de Oliveira: 2009, 2010, 2011, 2012
- Liga Europa: 2010–11